# História da Igreja: Estudos do Cristianismo e Cultura
História da Igreja: Estudos do Cristianismo e Cultura é uma revistaacadémica trimestral. É publicada pela American Society of Church History e foi estabelecida em 1932. Ela é resumida e indexada no ATLA Religion Database. Os editores-chefes são Andrea Sterk (Universidade de Minnesota), Euan Cameron (Union Theological Seminary, Universidade Columbia), Dana Robert (Universidade de Boston) e Jon Sensbach (Universidade da Flórida). A revista é considerada altamente confiável no seu campo e é comparada ao British Journal of Ecclesiastical History.